# خبرگزاری دریایی ایران
خبرگزاری دریایی ایران (مانا) یک خبرگزاری خصوصی در ایران است که در سال ۱۳۸۳ راه‌اندازی شد. هدف آن پوشش انواع اخبار دریایی، کشتیرانی، گردشگری و نیروی‌های رزمی دریایی و سایر زمینه‌های مرتبط با صنعت دریانوردی است.

## مشخصات
این خبرگزاری خود را اولین شبکه اطلاع‌رسانی خبری- تخصصی دریایی کشور معرفی می‌کند و رویدادهایی مانند حمل‌ونقل دریایی، اخبار خلیج فارس و دریای خزر را به صورت گسترده پوشش می‌دهد.
دفتر مرکزی خبرگزاری مانا در تهران قرار دارد و از سراسر ایران و منطقه خبرنگار دارد.

## به زبان انگلیسی
در بخش انگلیسی مانا کارکنان دو زبانه انگلیسی و فارسی فعالیت می‌کنند. در نسخه انگلیسی اکثر مقالات، اخبار و محتوای وبگاه به زبان انگلیسی ترجمه می‌شوند.